# Protochromadora
Protochromadora är ett släkte av rundmaskar. Protochromadora ingår i familjen Chromadoridae.
Kladogram enligt Catalogue of Life:
| Protochromadora | \| \| Protochromadora mediterranea \| \| \| \| \| \| Protochromadora parafricana \| \| \| \| \| \| Protochromadora scampae \| \| \| \| |
|                 | \| \| Protochromadora mediterranea \| \| \| \| \| \| Protochromadora parafricana \| \| \| \| \| \| Protochromadora scampae \| \| \| \| |
|                 | Protochromadora mediterranea |
|                 | |
|                 | Protochromadora parafricana |
|                 | |
|                 | Protochromadora scampae |
|                 | |